# Turdulisoma galiciense
Turdulisoma galiciense es una especie de miriápodo cordeumátido de la familia Haplobainosomatidae endémica de Galicia (España).